# Parafia św. Brata Alberta w Nowym Targu
Parafia Świętego Brata Alberta w Nowym Targu – rzymskokatolicka parafia należąca do dekanatu Nowy Targ archidiecezji krakowskiej.
Została utworzona w 1991. Kościół parafialny został wybudowany w 1997, konsekrowany w 2000. Mieściła się przy ulicy Krakowskiej, obecnie od 1 grudnia 2019 przy ulicy Świętego Brata Alberta.

## Proboszczowie
- ks. kan. Franciszek Rembiesa (1990–2022)[2]
- ks. Andrzej Kwak (2022–2024)[3] [4]
- ks. Mirosław Kozina (2024– )[4]